# Czarna (Łańcut)
Czarna è un comune rurale polacco del distretto di Łańcut, nel voivodato della Precarpazia.
Ricopre una superficie di 78,11 km² e nel 2004 contava 10 770 abitanti.